# Osvaldo Héctor Cruz
Osvaldo Héctor Cruz   (Avellaneda, 29 de maig de 1931 - 20 de març de 2023) fou futbolista argentí que va competir durant les dècades de 1950 i 1960.

## Selecció de l'Argentina
Va formar part de l'equip argentí a la Copa del Món de 1958.